# Lijst van extreme punten in Nevada

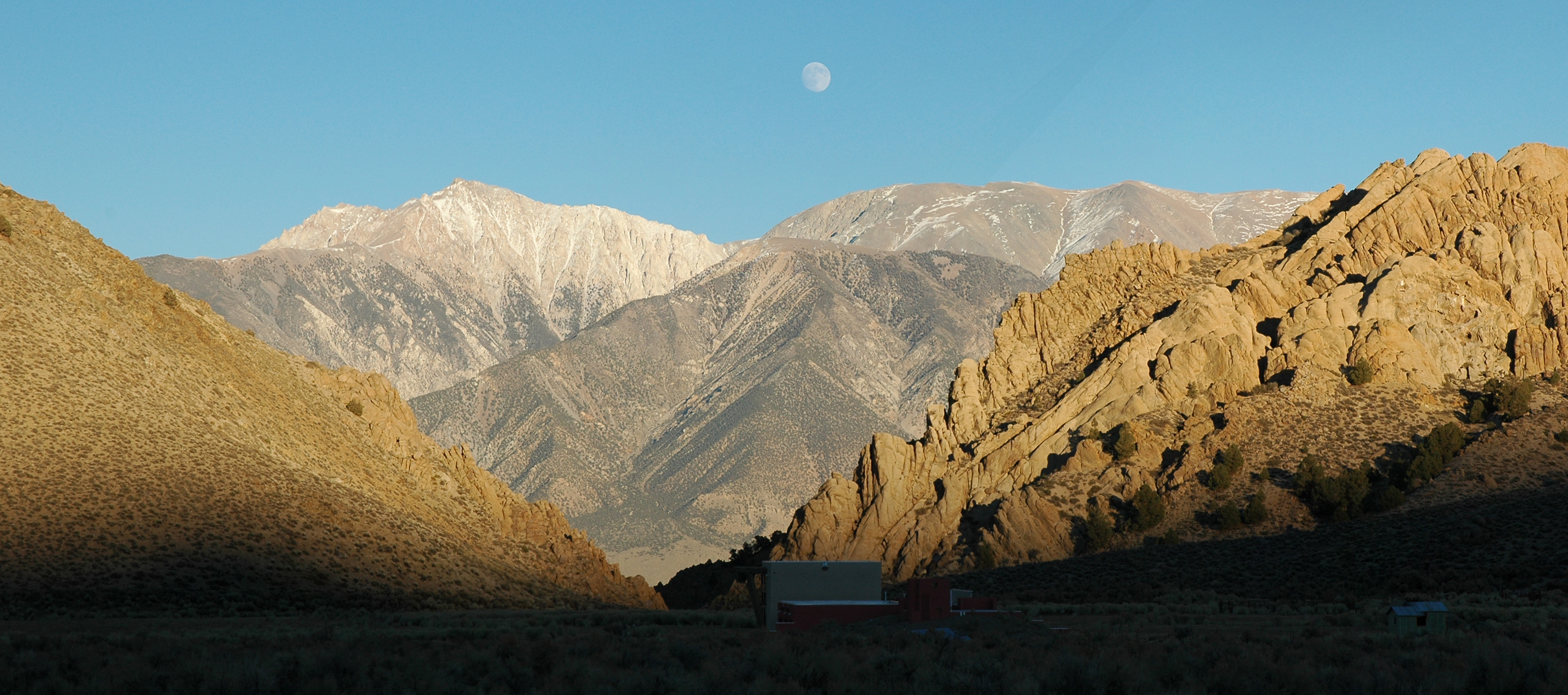
Boundary Peak (linkerkant)

Dit is een lijst van extreme punten in de Amerikaanse staat Nevada.

## Breedte en lengte
- Meest noordelijke punt: de noordelijke grens met Oregon en Idaho op de 42e breedtegraad (42° 0′ 1″ NB, 117° 1′ 34″ WL)
- Meest zuidelijke punt: de rivier de Colorado op de grens met Californië en Arizona (35° 0′ 7″ NB, 114° 38′ 1″ WL)
- Meest westelijke punt: de westelijke grens met Californië van Lake Tahoe tot aan de grens met Oregon (40° 2′ 20″ NB, 119° 59′ 51″ WL)
- Meest oostelijke punt: de oostelijke grens met Utah en Arizona (39° 3′ 33″ NB, 114° 2′ 56″ WL)

## Hoogte
- Hoogste punt: Boundary Peak (4.007 meter; 37° 50′ 49″ NB, 118° 21′ 4″ WL)
- Laagste punt: de rivier de Colorado op de grens met Californië en Arizona, tevens het meest zuidelijke punt van de staat (146 meter; 35° 0′ 7″ NB, 114° 38′ 1″ WL)